# 徐俊 (永樂進士)
徐俊（1384年—？），字勢傑，直隸池州府建德縣石門鄉坊市人，明朝政治人物。進士出身。

## 生平
應天府鄉試一百四十名。永樂十年（1412年）壬辰科會試二十名，殿試登進士第二甲第二十七名。后選為翰林院庶吉士，編撰永樂大典。

## 家族
曾祖徐聰。祖父徐祥。父亲徐榮華。